# エリザベト音楽大学
エリザベト音楽大学（エリザベトおんがくだいがく、英語: Elisabeth University of Music）は、広島県にある私立大学。
広島市中区に本部を置き、学校法人エリザベト音楽大学によって運営されている。

## 概観

### 大学全体
1948年（昭和23年）設立の広島音楽学校を母体とし、1963年（昭和38年）に設置された。設置者は学校法人エリザベト音楽大学で、カトリック修道会のイエズス会を設立母体としている。エリザベトの名は後援者であるベルギーのエリザベト王太后に由来する。音楽大学（学部）における飛び級入学制度を、国内で初めて導入した。

## 沿革

### 年表
- 1947年（昭和22年）- 広島音楽教室を開設。
- 1948年（昭和23年）- 広島音楽学校開校。
- 1950年（昭和25年）- 財団法人広島音楽学校に改組。
- 1951年（昭和26年）- 学校法人広島芸術学園に改称。ベルギー王国のエリザベト王太后が広島音楽学校の後援者。
- 1952年（昭和27年）- 学校法人エリザベト芸術学園に改称、エリザベト音楽短期大学（後のエリザベト短期大学）を開学。
- 1963年（昭和38年）- 学校法人エリザベト音楽大学と改称、エリザベト音楽大学を開学。当時は音楽学部音楽学科のみ。
- 1967年（昭和42年）- 音楽学部音楽学科の宗教音楽専修を改組、宗教音楽学科を増設。
- 1976年（昭和51年）- 音楽学部に声楽学科、器楽学科を増設。
- 1980年（昭和55年）- 音楽専攻科（1年制）を開設。
- 1990年（平成2年）- 音楽専攻科を廃止。大学院音楽研究科修士課程を設置。
- 1993年（平成5年）- 大学院音楽研究科博士後期課程を設置。
- 2001年（平成13年）- 学科を改組し、音楽文化学科・演奏学科の2学科とする。
- 2003年（平成15年）- 音楽文化学科に幼児音楽教育専修（幼稚園教職免許課程）を開設。
- 2006年（平成18年）- 音楽学科、宗教音楽学科、声楽学科、器楽学科を廃止。
- 2012年（平成24年）- 音楽文化学科に音楽コミュニケーションデザイン専修を開設。
- 2016年（平成28年）- 新3号館竣工、既存施設（セシリアホール、1号館、本館、333教室等）改修完了。

## 基礎データ

### 所在地
- 幟町キャンパス（広島県広島市中区幟町4-15、北緯34度23分42.8秒 東経132度28分5.1秒）
- 西条キャンパス（広島県東広島市西条町田口239、北緯34度23分45.3秒 東経132度44分21.2秒）

### 象徴
- 校章は音楽の「楽」の字をベースに王冠とリボン、十字架を組み合わせたデザインとなっている[1]。

## 教育および研究

### 組織

#### 学部
- 音楽学部
  - 音楽文化学科
    - 音楽文化専修
      - 音楽創作領域（作曲、デジタル鍵盤楽器にわかれる）
      - 音楽研究領域（音楽学・宗教音楽、音楽教育にわかれる）
      - 音楽教育領域

    - 幼児音楽教育専修
    - 音楽コミュニケーションデザイン専修

  - 演奏学科
    - 声楽専攻
    - 鍵盤楽器専攻
    - 管弦打楽器専攻

#### 大学院
- 音楽研究科
  - 音楽学専攻（修士課程）
  - 宗教音楽学専攻（修士課程）
  - 声楽専攻（修士課程）
  - 器楽専攻（修士課程）
  - 音楽専攻（博士後期課程）

### 教育
特色ある大学教育支援プログラム（特色GP）
- 2007年
学士課程／教育方法の工夫改善を主とする取組
〈音楽家の耳〉トレーニング教育法の開発 －総合的音楽能力育成を目指す教育システムの開発と実践－

「大学教育・学生支援推進事業 (テーマb)」（テーマB）
- 2009年
「五線譜から電子ポートフォリオへの転換によるキャリア支援教育」

## 対外関係

### 日本カトリック学校連合会
- 日本カトリック大学連盟加盟校

### 東広島市4大学連携協定
- 広島大学
- 近畿大学工学部
- 広島国際大学

### 交流協定校
- 四川音楽学院（中華人民共和国）
- 輔仁大学（台湾）
- 国立台南芸術大学（台湾）
- 国民大学校（大韓民国）
- カトリック大学校（大韓民国）
- 大邱カトリック大学校（大韓民国）
- 蔚山大学校（大韓民国）
- ベトナム国立音楽院（ベトナム語版）（ベトナム）
- ホーチミン市音楽院（ベトナム）
- 教皇庁立宗教音楽院（イタリア）
- トリニティ・カレッジ（イギリス）
- ブリュッセル王立音楽院（ベルギー）
- モクラニャッツ音楽院（セルビア語版）（セルビア）
- グリフィス大学（オーストラリア）
- サント・トマス大学（フィリピン）

### 国内提携校
- 玉川大学通信教育部 - 小学校教員免許に必要な科目を履修可能。

### 姉妹校（イエズス会系列校）
- 上智大学
- 上智大学短期大学部
- 上智福岡中学校・高等学校
- 栄光学園中学校・高等学校
- 広島学院中学校・高等学校
- 六甲学院中学校・高等学校